# Przełożony
Przełożony (inaczej zwierzchnik) – ktoś, kto ma władzę zwierzchnią, wydaje polecenia. Występuje prawie we wszystkich sferach życia społecznego i zawodowego.

## Przełożeni w wojsku
Przełożony jest to żołnierz lub osoba niebędąca żołnierzem, której na mocy przepisu prawa, rozkazu lub decyzji właściwego przełożonego podporządkowano innego żołnierza (żołnierzy). Przełożony jest  uprawniony do wydawania rozkazów (jeżeli jest żołnierzem) lub poleceń podległym żołnierzom i kierowania ich czynnościami służbowymi. Zgodnie z zapisami w regulaminie ogólnym przełożonym żołnierza może być także osoba, która nie jest żołnierzem (np. policjant) lub w ogóle nie posiada żadnego stopnia wojskowego lub przeszkolenia wojskowego. Jest to związane z cywilną kontrolą nad Siłami Zbrojnymi Rzeczypospolitej Polskiej. Na tej zasadzie (jak poniżej) osoby z wyboru (Prezydent RP) stają się z mocy prawa przełożonymi wszystkich żołnierzy w Polsce. 
Żołnierz (lub inna osoba) może być również przełożonym w stosunku do żołnierzy niepodporządkowanych mu pod względem organizacyjnym, w zakresie spraw specjalistycznych. Zasady tego podporządkowania muszą wynikać z innych dokumentów kompetencyjnych lub przepisów prawa. Z tego tytułu jest on uprawniony do wydawania wiążących dla swoich podwładnych wytycznych i poleceń dotyczących zadań objętych jego zakresem działania. Z powodu kierowania daną częścią działalności  ponosi on odpowiedzialność za możliwe do przewidzenia skutki realizacji swoich decyzji. Jest to rozszerzenie definicji przełożonego, jako mającego bezpośrednie przełożenie organizacyjne, ale również powiązania funkcjonalne. Są to tak zwani przełożeni funkcjonalni, np. szef służby zdrowia jest przełożonym wszystkich lekarzy wykonujących zadania w jednostce wojskowej, niezależnie od ich podporządkowania organizacyjnego. Szeroko jest to stosowane w logistyce, gdzie w ten sposób szefowie służb kierują swoją działalnością.
Zgodnie z przepisami konstytucyjnymi Rzeczypospolitej Polskiej Prezydent Rzeczypospolitej Polskiej, Prezes Rady Ministrów i minister obrony narodowej są przełożonymi wszystkich żołnierzy pełniących służbę w Siłach Zbrojnych RP. Minister obrony narodowej jest jednym z dwóch ministrów wymienionych wprost w Konstytucji RP (drugim jest Minister sprawiedliwości). Inni ministrowie pojawiają się dopiero w ustawach.
Przełożony wobec swoich podwładnych (zarówno tych podległych organizacyjnie jak też funkcjonalnie) sprawuje funkcje dowódcze (kierownicze), zarządzające, szkoleniowe i wychowawcze. Jest odpowiedzialny za sprawność organizacyjną, porządek oraz służbę (pracę) podwładnych, a także za warunki do przestrzegania dyscypliny wojskowej przez podporządkowanych żołnierzy. Jednocześnie to przełożony jest odpowiedzialny za rodzaj wydawanych poleceń (rozkazów) oraz wynikłe z tego konsekwencje, zarówno prawne jak też gospodarcze. Podwładny ma prawo odmówić wykonania rozkazu jeżeli wie, że jego wykonanie jest czynem zabronionym (wykroczeniem lub przestępstwem). Szczególną funkcją w przypadku zasad kierowania w wojsku jest funkcja wychowawcza, niewystępująca w innych systemach kierowania.

## Przełożony poza wojskiem
Konwertując definicję przełożonego na grunt bardziej cywilny, należy zwrócić uwagę na dwa bardzo ważne atrybuty związane na stałe z przełożonym
1. posiada podwładnych (co najmniej jednego);
2. posiada prawo kierowania na podstawie przepisów prawa, dokumentów kompetencyjnych lub decyzji właściwego przełożonego lub organu (np. z wyboru).

Funkcje przełożonego
1. przywódcza;
2. zarządzanie;
3. motywacyjna;
4. szkoleniowa;
5. dyscyplinarna;
6. prawodawcza.

Kategorie przełożonych
1. bezpośredni przełożony;
2. przełożony wyższego szczebla;
3. przełożony fachowy (specjalistyczny);
4. przełożony funkcyjny (na czas sprawowania danej funkcji).

## Duchowieństwo
Superior (łac. superior – „wyższy, stojący ponad”) - przełożony domu zakonnego w zgromadzeniach zakonnych. Superior jest zakonnikiem należącym do miejscowej wspólnoty, wyznaczonym do pełnienia funkcji przełożonego przez wyższego przełożonego (np. prowincjała) lub wybranym przez samą wspólnotę – w zależności od konstytucji danego instytutu zakonnego.
Superior sprawuje władzę zarówno nad domem zakonnym jako budynkiem, jak i nad zamieszkującymi go członkami wspólnoty zakonnej. Odpowiada za życie duchowe i wspólnotowe zakonników, organizację codziennego życia, a także za reprezentowanie domu na zewnątrz. W niektórych zakonach odpowiednikiem superiora jest przeor (np. u benedyktynów, kartuzów, dominikanów) lub gwardian (u franciszkanów).